# Marty Schmidt
Martin „Marty“ Schmidt (* 6. Oktober 1949) ist ein ehemaliger deutsch-kanadischer Eishockeyspieler, der unter anderem für den EC Deilinghofen und ERC Freiburg in der Bundesliga aktiv war.

## Karriere
Marty Schmidt wurde im Jahr 1977 vom EC Deilinghofen (ECD) nach Deutschland geholt. Seine ersten beiden Partien für den ECD waren die Entscheidungsspiele um den letzten Startplatz in der Bundesliga, die er mit seiner Mannschaft für sich entscheiden konnte. Zwei Jahre lang lief der Stürmer fortan in der höchsten deutschen Spielklasse für den ECD auf, ehe er für eine Saison zum ERC Freiburg wechselte. Nachdem er in der Saison 1980/81 nur zwei Spiele für den Herner EV und im Folgejahr überhaupt keine Partien absolviert hatte, feierte er in der Spielzeit 1982/83 beim SV Bayreuth sein Comeback. Mit der Mannschaft stieg er als Oberliga-Meister in die 2. Bundesliga auf, wo das Team nach dem Ende der folgenden Saison 1983/84 wiederum an der Spitze stand. Schmidts letzte Station war in der Spielzeit 1984/85 der EV Pegnitz, bei dem er nicht nur als Spieler, sondern zugleich auch als Co-Trainer tätig war. Nach der Saison beendete er seine Karriere.

## Erfolge und Auszeichnungen
- 1983 Meister der Oberliga und Aufstieg in die 2. Bundesliga mit dem SV Bayreuth
- 1984 Meister der 2. Bundesliga mit dem SV Bayreuth

## Karrierestatistik
(Legende zur Spielerstatistik: Sp oder GP = absolvierte Spiele; T oder G = erzielte Tore; V oder A = erzielte Assists; Pkt oder Pts = erzielte Scorerpunkte; SM oder PIM = erhaltene Strafminuten; +/− = Plus/Minus-Bilanz; PP = erzielte Überzahltore; SH = erzielte Unterzahltore; GW = erzielte Siegtore; 1 Play-downs/Relegation; Kursiv: Statistik nicht vollständig)